# Elmad Džabrajilov
Elmadi Zajnajdijevič Žabrailov (rusky Эльмади Зайнайдиевич Жабраилов; * 6. září 1965 Chasavjurt, Dagestán, Sovětský svaz) je bývalý zápasník, volnostylař čečenské národnosti. Reprezentantoval nejprve Sovětskéhý svaz a Společenství nezávislých států, v jehož barvách dosáhl největšího úspěchu, stříbrné olympijské medaile. Poté, co kvůli válce v Čečně odmítl reprezentovat Rusko, stal se reprezentantem Kazachstánu.